# Папа Александар VII
Папа Александар VII (13. фебруар 1599 — 22. мај 1667), рођен као Фабио Киђи (Fabio Chigi), био је папа Римокатоличке цркве. Понтификат му је трајао од 7. априла 1655. до смрти.

## Биографија

### Детињство и младост
Рођен је у Сијени, у богатој банкарској породици Киђи. Био је рођак папе Павла V (1605–1621). Подучаван је приватно, а докторате из филозофије, права и теологије стекао је на Универзитету у Сијени.

## Папство

### Избор
Када је Иноћентије X умро, Киђи, кандидат кога је подржавала Шпанија, је изабран за папу 7. априла 1655, након конклаве која је трајала осамдесет дана. Узео је име Александар VII.

### Непотизам
На конклави се веровало да ће Александар VII да се оштро супротстави непотизму, од кога су патиле претходне папе. Заиста, прве године своје владавине, Александар VII је живео једноставно и чак је забранио својим рођацима да уопште посећују Рим. Међутим, по речима савременика Џона Баргрејва (који је посетио Рим убрзо потом избора, и затим поново касније), Папа Александар VII је врло брзо променио своје понашање, почео да ужива у богатству и да пати од таштине и амбиције. Убрзо је своје рођаке довео у Рим, и предао им на управу већину административних положаја.

### Спољни односи

#### Шведска
Промена вере краљице Кристине од Шведске (1632–1654) се догодило за време владавине папе Александра VII. Након што је абдицирала, дошла је да живи у Риму, где је њено крштење потврдио папа, који јој је постао дарежљив пријатељ.

#### Француска
Понтификат Александра VII је био обележен сталним сукобима са Кардиналом Мазареном, саветником Луја XIV (1643–1715), који му се супротстављао током преговора који су довели до Вестфалског мира. Током конклаве, он се противио избору Киђија, али је био принуђен да га прихвати као компромис. Међутим, спречио је Луја XIV да пошаље уобичајено посланство Александру VII, и док је он био жив, спречавао је постављање француског амбасадора у Риму, а дипломатске односе су у међувремену спроводили кардинали протектори, обично лични непријатељи Папе. 1662, подједнако непријатељски настројени Дук де Креки је постављен за амбасадора. Он је злоупотребом традиционалног права азила у амбасади произвео сукоб између Француске и Папе, који је довео до тога да Александар VII привремено изгуби Авињон, а његове снаге прихвате понижавајући Споразум у Пизи 1664. године.

#### Шпанија и Португал
Подржавао је Шпанију у њеном спору са Португалом, који је поново успоставио своју независност 1640.

#### Језуити и јансенијанци
Александар VII је подржавао језуите. Када је Млетачка република тражила помоћ на Криту против Отоманске Турске, Папа је заузврат изнудио обећање да ће језуити моћи да се врате на млетачку територију, одакле су истерани 1606. Он је такође био на страни језуита у њиховом сукобу са јансенијанцима, чију је осуду оштро подржавао као саветник папи Иноћентију X. Француски јансенијанци су тврдили да се одредбе осуђене 1653. у ствари и не налазе у делу Augustinus, које је написао Корнелијус Јансен. Александар VII је потврдио да се налазе, булом Ad Sanctam Beati Petri Sedem (16. октобра 1656) прогласивши да пет одредби које је група теолога са Сорбоне извукла из Јансеновог дела, које се углавном тичу Божје милости и Пада човека јеретичким.